# Zdeněk Kovanda
Zdeněk Kovanda war ein tschechoslowakischer Radrennfahrer und nationaler Meister im Radsport.

## Sportliche Laufbahn
Kovanda war im Straßenradsport aktiv. 1942 siegte er in der nationalen Meisterschaft im Straßenrennen. 1946 wurde er beim Sieg von Jan Veselý in der ersten Austragung des längsten und ältesten Eintagesrennens in der Tschechoslowakei Prag–Karlovy Vary–Prag Sechster, 1947 Vierter.